# Dominique You
Dominique Marie Jean Denis You (ur. 3 lipca 1955 w Gassin) – francuski duchowny katolicki pracujący w Brazylii, biskup Conceição do Araguaia od 2006.

## Życiorys
Święcenia kapłańskie otrzymał 23 lipca 1981. Po studiach tomistycznych w Rzymie został wikariuszem w Brive, a następnie duszpasterzem tamtejszych szkół. W 1992 wyjechał jako misjonarz fidei donum do Brazylii i rozpoczął pracę duszpasterską w archidiecezji São Salvador. Pełnił w niej funkcje m.in. proboszcza, a także ojca duchownego seminarium.

### Episkopat
11 grudnia 2002 papież Jan Paweł II mianował go biskupem pomocniczym archidiecezji São Salvador, ze stolicą tytularną Auzia. Sakry biskupiej udzielił mu 10 lutego 2003 metropolita São Salvador - arcybiskup Geraldo Majella Agnelo.
8 lutego 2006 papież Benedykt XVI mianował go ordynariuszem diecezji Conceição do Araguaia.